# 菅原郁夫
菅原 郁夫（すがわら いくお、1957年11月17日 - ）は、日本の法学者、早稲田大学大学院法務研究科教授。
秋田県生まれ。1983年東北大学法学部卒、同助手、1999年「民事裁判心理学序説」で東北大学法学博士、福島大学助教授、1999年千葉大学助教授、2000年教授、名古屋大学大学院法学研究科教授、早大法学学術院教授。

## 著書
- 『民事裁判心理学序説』信山社出版 1998
- 『民事訴訟政策と心理学』慈学社出版 2010

### 共編著
- 『司法制度の現在と未来 しなやかな紛争解決システムを目指して』笹田栄司,亘理格共編 信山社出版 2000
- 『データムック民事訴訟 見て読む日本の民事裁判』第2版　林屋礼二共編著 有斐閣 2001 ジュリスト増刊
- 『法律相談のための面接技法 相談者とのよりよいコミュニケーションのために』岡田悦典共編 日弁連法律相談センター面接技術研究会著 商事法務 2004
- 『統計から見た明治期の民事裁判』林屋礼二,林真貴子共編著 信山社出版 2005
- 『法と心理学のフロンティア』サトウタツヤ,黒沢香共編 北大路書房 2005
- 『利用者からみた民事訴訟 司法制度改革審議会「民事訴訟利用者調査」の2次分析』佐藤岩夫,山本和彦共編 日本評論社 2006
- 『実践法律相談 面接技法のエッセンス』下山晴彦共編 東京大学出版会 2007
- 『民事模擬裁判ティーチング・マニュアル 初級編』改訂版 佐藤歳二,松村和德共編 慈学社出版 2008
- 『利用者が求める民事訴訟の実践 民事訴訟はどのように評価されているか』山本和彦,佐藤岩夫共編 日本評論社 2010
- 『統計から見た大正・昭和戦前期の民事裁判』林屋礼二,林真貴子,田中亜紀子共編著 慈学社出版 2011

### 翻訳
- E.アラン・リンド,トム・R.タイラー『フェアネスと手続きの社会心理学 裁判、政治、組織への応用』大淵憲一共訳　ブレーン出版 1995
- トム・R.タイラー、フェザー・J. スミス、ロバート・J. ボエックマン、ユェン・J. ホー『多元社会における正義と公正』大渕憲一共監訳　ブレーン出版 2000
- B.L.カトラー『目撃証人への反対尋問 証言心理学からのアプローチ』浅井千絵共訳　北大路書房 2007
- スティーヴン・ルベット,エドワード・R.スタイン『現代アメリカ法廷技法 弁論・尋問の分析と実践』小田敬美,岡田悦典共訳　慈学社出版 2009

## 参考
- 『現代日本人名録』2002年
- 早大